# Guerra del Cubo
La Cosa del Cubo (en italiano: Guerra della secchia rapita) o la guerra del cubo o del balde robado se libró en 1325 entre las ciudades-Estado rivales de Bolonia y Módena. La guerra fue uno de los múltiples episodios de lucha entre güelfos y gibelinos y tuvo lugar en la región de Emilia-Romaña, en el norte de Italia. La ciudad de Módena venció la guerra tras el resultado favorable de la batalla de Zappolino, única batalla acontecida durante la guerra.
Un mito común en torno a la Guerra del Cubo es que fue causada porque los modeneses robaron un cubo de una pozo boloñés. Sin embargo, esta teoría es considerada incorrecta ya que, según los relatos más precisos de la época, los modeneses se llevaron el cubo como trofeo de guerra; de hecho, el casus belli que inició el conflicto bélico fue la captura por parte de las tropas modenesas del castillo boloñés de Monteveglio.

## Antecedentes
Desde finales de la Edad Media hasta el Renacimiento, el norte de Italia estuvo dividido entre dos facciones que apoyaban las pretensiones políticas rivales del Emperador del Sacro Imperio Romano Germánico ("Gibelinos") y del Papa ("Güelfos"). En el caso de la ciudad de Módena, esta apoyaba al bando gibelino, mientras que Bolonia apoyaba a los güelfos. La diferencia política exacerbó los conflictos naturales por los territorios fronterizos.
En 1176, Federico I Barbarroja fue derrotado en la batalla de Legnano por la Liga Lombarda, que apoyaba al Papa Alejandro III. Este fue el detonante de un prolongado conflicto en la Italia medieval entre güelfos y gibelinos. Las dos facciones opuestas comenzaron la guerra entre sí.
En 1296, Bolonia se apoderó de las aldeas de Bazzano y Savigno con el apoyo del papa Bonifacio VIII, que reconoció en 1298 la posesión de estos castillos fronterizos, antaño pertenecientes a Módena. Este avance boloñés se produjo al aprovechar el instante de debilidad de la ciudad rival, gobernada por Azzo VIII d'Este, quien fue señor de Módena de 1293 a 1308. Tras su muerte, su sucesor electo fue el mantuano Passerino Bonacolsi, agente del emperador Luis IV de Baviera. Bonacolsi continuó la política de guerra gibelina, con Parma y Reggio Emilia también bajo su poder. El Papa Juan XXII declaró a Bonacolsi rebelde contra la Iglesia y concedió indulgencias propias de un cruzado a cualquiera que pudiera dañar su persona o sus bienes.
En los meses previos a la batalla, los enfrentamientos fronterizos entre ambas ciudades-Estado se intensificaron. En julio, los boloñeses entraron en territorio modenés y atacaron los campos de cultivo. En agosto y septiembre, varios milicianos de Bolonia encabezados por su podestà pasaron dos semanas asolando las tierras pertenecientes a las comunas de Módena y Mantua. A finales de septiembre, varios insurgentes establecidos en la estratégica rocca de Monteveglio se alzaron contra Bolonia y entregaron la fortaleza a los modeneses. Dos castellanos renegados fueron decapitados. Este fue el auténtico detonante del conflicto.

## Batalla de Zappolino
Tras la traición de Monteveglio, Bolonia movilizó un ejército de unos 32 000 hombres. Los soldados boloñeses marcharon hacia Módena el 15 de noviembre, luchando contra 7 000 modeneses al mando de Bonacolsi que se encontraban establecidos en la frazione de Zappolino, en territorio boloñés. Las tropas boloñesas fueron derrotadas y huyeron de vuelta hacia las murallas de su ciudad. Unos 2 000 hombres murieron en ambos bandos. Algunos relatos afirman que los modeneses tomaron un cubo de un pozo justo afuera de la puerta de la ciudad como trofeo de guerra. El cubo de roble continúa en manos de la ciudad de Módena, alojado en el sótano de la Torre della Ghirlandina, el campanario de la catedral.

## Consecuencias
Después de la guerra, el poder gibelino aumentó nuevamente, si bien el conflicto continuó entre ambos bandos. En 1447, los gibelinos sufrieron un nuevo revés cuando se desmoronó la República Ambrosiana. Las guerras de los güelfos y gibelinos continuaron hasta 1529, cuando Carlos I de España tomó el poder imperial en Italia durante las guerras italianas. Ante la amenaza de una invasión extranjera, ambas facciones hicieron las paces. El poeta italiano del siglo XVII, Alessandro Tassoni, compuso la epopeya heroica La secchia rapita («El cubo raptado»), inspirada en los acontecimientos de la Guerra del Balde.